# Хух-Нур
Хух-Нур, Хухэ-Нуур (монг. Хөх нуур) — солоноватоводное бессточное эвтрофное озеро в северо-восточной части Монголии, расположенное на высоте 560 метров над уровнем моря. Хух-Нур является самой низшей точкой страны.

## Физико-географическая характеристика
Озеро Хух-Нур расположено на северо-востоке Монголии в аймаке Дорнод на высоте 560 метров над уровнем моря, и является самой низшей точкой страны.
Озеро Хух-Нур имеет вытянутую форму с сильно изрезанной береговой линией. На западной стороне озера расположен небольшой залив. В периоды сильных осадков в южную часть озера впадает ручей, при этом Хух-Нур является бессточным озером. В зависимости от количества осадков, урез воды Хух-Нура колеблется в диапазоне 552—565 метров над уровнем моря.

## Флора и фауна
Озеро Хух-Нур, наряду с озером Буйр-Нуур на границе Монголии и Китая, является важным местом линьки сухоноса (VU), внесённого в Красную книгу России. По оценкам учёных, здесь единовременно собирается более половины мировой популяции вида.